# Chiesa di San Pietro (Castel dell'Ovo)
La chiesa di San Pietro a Castel dell'Ovo è una storica chiesa di Napoli, locata sull'isolotto di Megaride, nell'attuale Castel dell'Ovo.

## Storia e descrizione
Da quanto pervenuto, la chiesa è stata fondata dai monaci basiliani e le sue prime notizie risalgono al 1324.
Elemento architettonico di rilievo rimasto è l'ingresso preceduto dai grandi archi gotici del loggiato. Il tempio oggi è usato come "Sala Discoverta" del castello.